# Ministère de la Santé publique et de la Population
Cet article concerne un ministère yéménite. Pour son équivalent haïtien, voir Ministère de la Santé publique et de la Population (Haïti).
Pour les autres articles nationaux ou selon les autres juridictions, voir Ministère de la Santé publique.
Le ministère de la Santé publique et de la Population (arabe : وزارة الصحة العامة والسكان) est le département ministériel du gouvernement yéménite chargé de veiller au bon fonctionnement du système de santé.

## Liste des ministres
| Début             | Fin               | Ministre             | Gouvernement                                                                                      |
| ----------------- | ----------------- | -------------------- | ------------------------------------------------------------------------------------------------- |
| 18 décembre 2020  | En poste          | Qassem Bahaibah (en) | Gouvernement Maïn Abdelmalek Saïd (2)                                                             |
| 14 septembre 2015 | 17 décembre 2020  | Naser Mohsen Ba'aum  | Gouvernement Khaled Bahah (2) Gouvernement Ahmed ben Dagher Gouvernement Maïn Abdelmalek Saïd (1) |
| 08 novembre 2014  | 14 septembre 2015 | Riad Yassine,        | Gouvernement Khaled Bahah (1) Gouvernement Khaled Bahah (2)                                       |

## Annexe